# Mairy-sur-Marne
 Mairy-sur-Marne  es una población y comuna francesa, en la región de Champaña-Ardenas, departamento de Marne, en el distrito de Châlons-en-Champagne y cantón de Écury-sur-Coole.

## Demografía
| 265 | 289 | 311 | 605 | 589 | 564 |
| Para los censos de 1962 a 1999 la población legal corresponde a la población sin duplicidades (Fuente: INSEE [Consultar]) |     |     |     |     |     |